# Macintosh IIvi

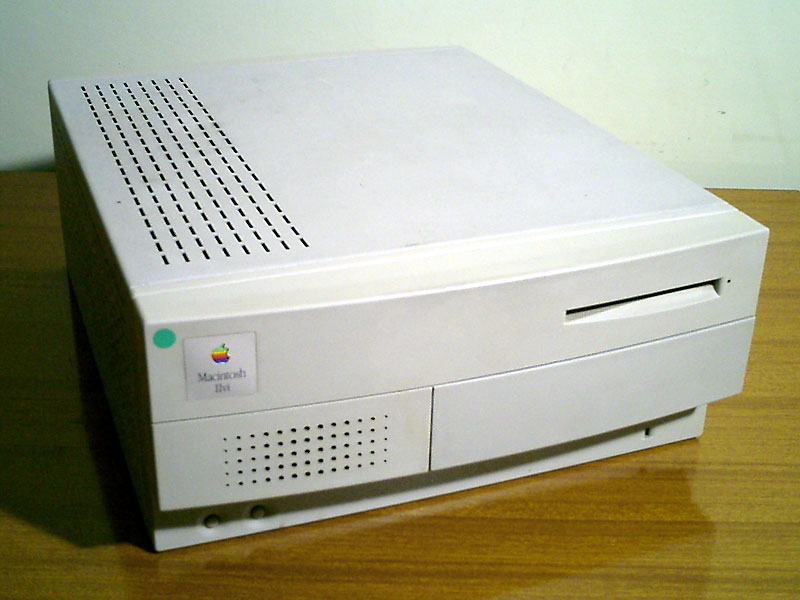
Macintosh IIvi

Macintosh IIvi ist der Name eines von Apple produzierten Computers. Er wurde am 19. Oktober 1992 zusammen mit dem Macintosh IIvx vorgestellt. Beide sind die letzten Mitglieder der Macintosh-II-Serie. Die Produktion des IIvi endete am 10. Februar 1993. Damit ist der IIvi das Modell der Macintosh-II-Serie mit dem kürzesten Produktionszeitraum.
Der Rechner basiert auf einem Motorola 68030 mit 16 MHz ohne FPU. Er ist mit 3 NuBus-Steckplätzen ausgestattet.